# Escombreras-sziget
Az Escombreras-sziget (spanyolul: Isla (de) Escombreras) egy kis sziget a délkelet-spanyolországi Cartagena partjainak közelében a Földközi-tengerben.
A sziget Cartagena városától délre, a Cartagenai-öböl és a város kikötőjének déli bejáratánál fekszik. Felszíne sziklás, partjai meredekek. Rendelkezik egy pici kikötővel és néhány régi épülettel is, többek között a csúcsán egy világítótoronnyal, amely 1864-ben kezdte meg működését.
Az Escombrerason több régészeti lelőhely is található, feltártak például egy ókori görög templomot, amelyet Héraklész tiszteletére állítottak (emiatt egy időben a szigetet Héraklész-szigetnek is hívták), és a római korból is előkerültek ipari tevékenység nyomai és egy temető is. Valószínű, hogy a rómaiak a garum nevű halmártást állították elő itt, amely makrélából készül: a sziget is a makréla latin neve (Scombrus) után kaphatta a nevét.
Megtalálható a szigeten egy rendkívül ritka, kipusztulástól fenyegetett növényfaj, az Anthemis chrysantha nevű őszirózsaféle, amelyet a spanyolok a sziget után manzanilla de Escombreras néven ismernek.